# Distrikts-SM i innebandy flickor 15
Distrikts-SM i innebandy flickor 15 avgörs ungefär på samma sätt som ishockeyns TV-puck. Varje distrikt tar ut ett lag av spelarna i sitt distrikt och sen spelar de olika distrikten mot varandra. Först i gruppspel och sedan i slutspel. Turneringen spelas sedan säsongen 1994/1995.
Tävlingen har funnits sedan säsongen 1994/1995. Den högsta tillåtna åldern har varierat under tiden. Mellan 1994/1995 och 1997/1998 var den högsta åldern 15 år, från 1998/1999-2000/2001 var 16 år den högsta åldern och sedan säsongen 2001/2002 är den högsta tillåtna åldern återigen 15 år.

## Svenska mästare genom åren
| - 1995 - Västmanland - 1996 - Halland - 1997 - Stockholm - 1998 - Småland - 1999 - Småland - 2000 - Värmland - 2001 - Stockholm - 2002 - Västerbotten - 2003 - Värmlands - 2004 - Småland - 2005 - Västerbotten - 2006 - Värmland - 2007 - Dalarna - 2008 - Stockholm - 2009 - Uppland - 2010 - Uppland - 2011 - Småland - 2012 - Stockholm - 2013 - Värmland - 2014 - Västmanland - 2015 - Värmland - 2016 - - 2017 - Stockholm - 2018 - Stockholm - 2019 - Stockholm - 2020 - Stockholm - 2021 - Stockholm - 2022 - Småland |

### Fotnoter
1. ↑  ”SDF-SM, flickor/pojkar 15”. Svenska innebandyförbundet. Arkiverad från originalet den 27 april 2016. https://web.archive.org/web/20160427040920/http://www.innebandy.se/StatistikHistorik/SM-medaljer-genom-tiderna/SDF-SM-flickorpojkar-15/. Läst 16 april 2016.